# Émile Veinante
Émile Veinante (Metz, 1907. június 12. – Dury, 1983. november 18.) francia labdarúgócsatár, edző.
A francia válogatott tagjaként részt vett az 1930-as, az 1934-es és az 1938-as világbajnokságon.